# Saloum (fleuve)
Le Saloum est un fleuve du Sénégal, long de 250 km dans la région naturelle du Sine-Saloum. Il se jette dans l'océan Atlantique après avoir formé un delta avec le Sine. Il arrose la ville de Kaolack. Au nord du delta de Saloum, les bras du fleuve rencontrent la mer en pénétrant la mangrove. C'est là, à l'abri dans les racines des palétuviers, que les poissons viennent frayer.

## Histoire
Le Saloum a été très tôt convoité avec la construction du fort de Kaolack au XIXe siècle durant la période coloniale et du port plus tard. On peut noter aussi la construction du pont Noirot au tout début du XXe siècle afin de relier les deux rives du fleuve au niveau de la ville de Kaolack.
C'est la région d'origine de Léopold Sédar Senghor. Un circuit a été récemment élaboré pour suivre ses traces.

## Économie
La navigation qui s'opère essentiellement par pirogue s'avère très risquée à cause de l'ensablement et avec l'exploitation sauvage et extensive de sel entreprise par la Société des Salins du Sénégal, les ressources halieutiques ont fortement diminué contraignant les habitants des villages de pêcheurs comme Koundam, Ndangane... à se tourner vers d'autres activités.

## Delta du Saloum
Réserve de biosphère de l'Unesco du fait de la richesse exceptionnelle de sa faune et de sa flore, le delta du Saloum est une zone de toute beauté. Ses quelque 2 000 bras de fleuve d'eau salée, les belongs, sont soumis aux marées de l'océan Atlantique tout proche. La mangrove est partout. Huitres, crevettes, crabes violonistes, singes, phacochères, crocodiles, hérons goliath, martins-pêcheurs, pélicans, flamants roses, aigles pêcheurs et jabirus peuplent les innombrables îles qui parsèment le delta. Rares sont celles qui sont encore habitées : plusieurs villages se sont déplacés sur le continent il y a trois siècles, à la recherche de terres cultivables. Aujourd'hui, il ne reste que des amas coquillers.